# Mimi Enăceanu
Mimi Enăceanu, pe numele real Ștefania Filitti, (n.  ?, București, România – d. noiembrie 1984, București, România) a fost o actriță română de teatru și film. 
S-a născut la 26 ianuarie 1911. A jucat timp de peste 40 de ani în comedii shakesperiene sau de bulevard, clasice sau moderne. Cel mai cunoscut rol al său de film este cel al străbunicii din Alo, aterizează străbunica!... (1981) pentru care actrița Mimi Enăceanu a fost distinsă în 1981 cu o diplomă de onoare a Asociației Cineaștilor din România (ACIN).
A fost căsătorită timp de 40 de ani cu avocatul Manole Filitti (1911-1998), fiul istoricului Ioan C. Filitti.
A decedat în noiembrie 1984, înconjurată de prieteni, în urma unei crize cardiace provocate de râs la privirea unei caricaturi.

## Distincții
- Medalia Muncii (6 august 1956) „cu ocazia împlinirii a cinci ani de activitate a Teatrului Tineretului și pentru merite deosebite în activitatea artistică”[7]

## Filmografie
- Ilie în luna de miere (1956)
- Băieții noștri (1960)
- Diminețile unui băiat cuminte (1967) - Cornelia, gazda lui nea Cioba
- Pantoful Cenușăresei (1969) - Nella
- Un comisar acuză (1974) - doamna Jugu
- Mușchetarul român (1975) - Frau Rosa
- Războiul Independenței (serial TV, 1977)
- Pentru patrie (1978)
- Totul pentru fotbal (1978)
- Avântul liftulețului (film TV, 1979) - vecina
- Capcana mercenarilor (1981) - doamnă în vârstă de la clubul de poker
- Alo, aterizează străbunica!... (1981) - bunica lui Romeo („străbunica”)
- Pe malul stîng al Dunării albastre (1983) - boieroaica Davidescu